# Châtenay, Saône-et-Loire
Châtenay är en kommun i departementet Saône-et-Loire i regionen Bourgogne-Franche-Comté i östra Frankrike. Kommunen ligger i kantonen La Clayette som tillhör arrondissementet Charolles. År 2022 hade Châtenay 168 invånare.

## Befolkningsutveckling
Antalet invånare i kommunen Châtenay
| Referens: INSEE |